# Polyacme abrupta
Polyacme abrupta là một loài bướm đêm trong họ Geometridae.